# Żurbińce (rejon berdyczowski)
Żurbińce (ukr. Журбинці, Żurbynci) – wieś w rejonie berdyczowskim obwodu żytomierskiego. 